# Chimán
Chimán es un corregimiento y ciudad cabecera del distrito del mismo nombre en la provincia de Panamá, República de Panamá. Cuenta con una población de 1205 habitantes (2010).